# IC 2320
IC 2320 је појединачна звијезда у сазвјежђу Рак која се налази на листи објеката дубоког неба у Индекс каталогу.
Деклинација објекта је + 18° 40' 13" а ректасцензија 8h 21m 35,4s.